# 中央公論新社

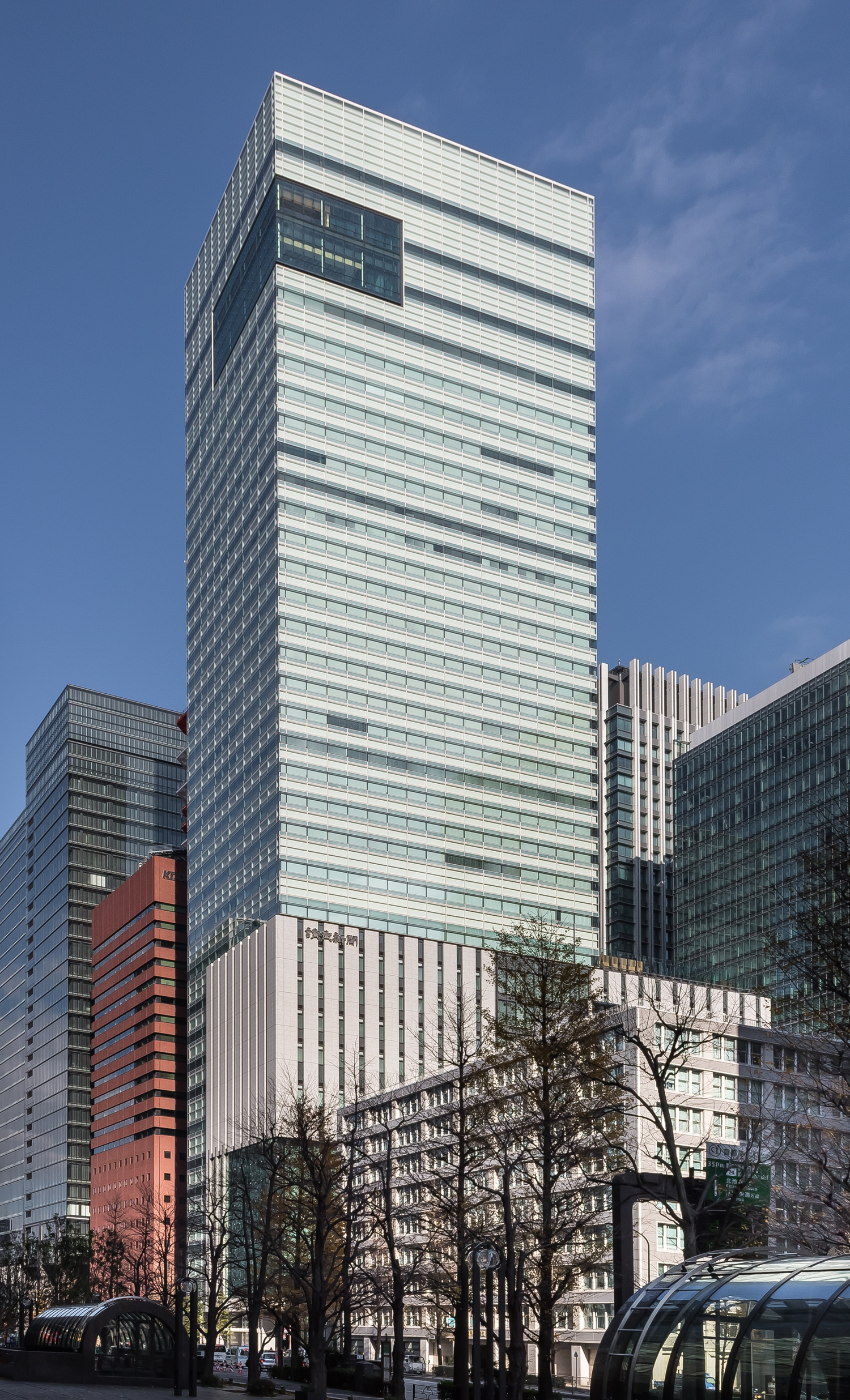
中央公論新社位於讀賣新聞大廈內

中央公論新社（日语：／ Chūōkōron-shinsha），簡稱「中公」，是日本一家出版社。

## 歷史
1886年（明治19年），高楠順次郎等人在京都西本願寺創立「反省會」，推動禁酒運動及端正佛教徒紀律。1887年，《反省會雜誌》創刊。1892年，反省會開始在東京活動，並將刊物更名為《反省雜誌》。1896年，反省會正式遷至東京。1899年《反省雜誌》更名為《中央公論》，脫離宗教色彩，轉型為綜合性雜誌，開始刊登小說與評論文章。1914年，反省會更名為「中央公論社」。1916年1月，《中央公論》針對女性讀者的婦人特輯獨立成《婦人公論》雜誌。1926年，中央公論社改制為股份有限公司。
1990年代因為經營困難，中央公論社於1999年被讀賣新聞社收購，並改名為「中央公論新社」。現在出版領域包含小說、書籍、漫畫和雜誌。

## 立論立場
在創刊初期，中央公論的刊物立論立場採中道路線。1999年被讀賣新聞社併購後，其論調走親美、保守派、右翼路線，廣被日本社會菁英閱讀，屬重要刊物之一。

## 主要雜誌
- 中央公論
- 婦人公論
- 美麗佳人（Marie Claire）

## 主要叢書
- 中公新書
- 中公文庫

## 漫畫出版事業與《藤子不二雄園地》系列
中央公論社在1984年至1991年間曾推出共300卷的《藤子不二雄園地》（日語：藤子不二雄ランド）,輪替推出藤子不二雄（藤本弘、安孫子素雄）筆下的作品，包括《多啦A夢／哆啦A夢》、《忍者小靈精／忍者哈特利》等，編纂方式與由日本小學館出版、同作品的單行本不同，故此亦包含不少普遍單行本未收錄的作品。
此系列最終因為藤本弘於1996年逝世而無疾而終。然而，專門推動絕版書籍復刊的網絡書店「復刊.com」（日語：復刊ドットコム）成功推動部份作品的復刊，在2002年至2005年間出版了《藤子不二雄Ⓐ園地》（日語：藤子不二雄Ⓐランド），顧名思義只包括了安孫子素雄筆下的作品。後來，小學館在2009年至2014年間推出了《藤子·F·不二雄大全集》，以新的形式將藤本弘筆下的作品完全收錄。而在藤子Pro（代表Ｆ的公司）和藤子Studio（代表A的公司）的協議下，絕版多年的共著作品《小鬼Q太郎》亦得以收錄在《藤子·F·不二雄大全集》當中，書內和底頁將兩位作者的筆名「藤子・F・不二雄、藤子不二雄Ⓐ」並列（封面沒有作者名字)。而小學館新版本的《小鬼Q太郎》單行本亦於2015年推出，而封面則並列了二人的名字。因以上緣故，《藤子不二雄園地》、《藤子不二雄Ⓐ園地》和《藤子·F·不二雄大全集》是三個完全不同的概念和不同時代的產物，然而近年坊間常有所混淆。
直至90年代，中央公論社亦有以「文庫」或「愛藏版」形式推出其他作者的漫畫作品，包括石之森章太郎等，大部份已絕版。近年亦有積極發展以便利店為主要銷售點的再版漫畫，當中包括藤子不二雄Ⓐ的作品《笑面推銷員》。

## 外部連結
- 中央公論新社 （页面存档备份，存于）（日語）